# لهجة فلسطينية

توزع اللهجات العربية الرئيسية في العالم العربيّ.

اللهجة الفلسطينية هي إحدى اللهجات العربية العامية تتبع طائفة اللهجات الشامية الجنوبية، ويتحدث بها أهل فلسطين بشكل عام (ما عدا في صحراء النقب فهم يتحدثون لهجة بدو سيناء والنقب، والدروز لهجتهم من قسم اللهجات الشامية الشمالية). لا توجد لهجة فلسطينية واحدة بل توجد عدة لهجات تختلف من مدينة إلى أخرى ومن منطقة جغرافية إلى أخرى. في دراستين لمقارنة اللهجات، وجد أن اللهجة الفلسطينية هي أقرب لهجة عربية إلى اللغة العربية الفصحى، أساسا لهجة قطاع غزة. للهجات الفلسطينية الريفية أو الفلاحية مزايا وسمات مختلفة كنطق القاف كاف تميزها عن باقي اللهجات العربية وخاصة في جنين وطولكرم. أما لهجات المدن الكبرى وبالأخص مدينة يافا ونابلس (التي تسمى دمشق الصغرى) وبدرجة أقل القدس ولهجة الخليل وعكا وحيفا وصفد والناصرة فهي تقترب أحياناً من اللهجات الشامية الشمالية.
تنقسم اللهجة الفلسطينية إلى اللهجة المدنية، واللهجة الفلاحية (لهجة التش) وهي لهجة الفلاحيين واهل القرى في الضفة الغربية ومما يميزها ان كلمة واحدة يمكنها ان تعبر عن معنى جملة كاملة، وتعتبر لهجة أهل المدن أو اللهجة المدنية اقرب إلى اللهجة اللبنانيه والسورية حيث يستبدلون حرف القاف بحرف الهمزة.

## خصائص اللهجة الفلسطينية
- التشتشة: في بعض القرى قديماً، وهي قلب حرف الكاف إلى شين معطشة (Ch)، مثل كلمة سكر فتلفظ أحياناً ستشر سـchـر.
- العنعنة: عنعنة تميم، وهي إبدال الهمزة عيناً، منتشرة بين البدو شبه الرحّل
- تحويل القاف إلى كاف أو همزة، وهي الأكثر رواجاً.

## أسماء الإشارة
كذلك، (فِش) يستخدم كوسيلة للإنكار.
- هذا: هادا، هاد، هادا، هداك، هاظا، هظاك

هذه: هادي، هاي هذي.
- هؤلاء: هدول، هذول، هدولاك، هذولاك، هدولي، هذولي، هدوله، هدلون.

## الأسماء الموصولة
الذي، التي، اللذان، اللتان، الذين واللاتي بطريقتان هما: إللي، يللي

## ضمائر المتكلم
- أنا: أنا أني آني
- نحن: إحنا إحني
- أَنتَ: أِنتَ إِنِتْ أَنتِ إِنتِ
- أنتم: إنتو

## الضمائر المتصلة
تدمج هذه الضمائر مع الفعل الذي قبلها:
- قلت له: ألتلّو قلتلو كلتلو جلتلو
- كتبت لها: كتبتلاَّ كتبتلها
- قلت لكم/لكما:(ألتلكم-ألتلكو)، (قلتلكم- قلتلكو)،(كلتلكم-كُلتلكُو) (جلتلكو-جلتلكوم).

## أدوات الاستفهام
- لماذا: ليش لشو عشان شو مشان شو
- ماذا: شو إِيش
- كيف: كِييف كِيف تشيف
- متى: إيمتى إيمتن وكتيش وئتيش وينتا؟
- كم: أَكَم أديش أديه قديش قديه وكديش كديه جديش تشَم
- أين: وين
- من: مين انو

## النفي
نفي الضمائر، الأسماء وأسماء الفاعل بكلمة مش
أنا لست عطشانًا: أنا مش عطشان
نفي الفعل بكلمة ما، وأحيانا كذلك بإضافة حرف "ش" بالنهاية:
ما شربت \ لم أشرب: ما شربتش

## طريقة لفظ الحروف والكلمات

### قلب حرف القاف
هناك بعض المناطق التي يقوم أهلها بقلب القاف إلى كاف، ومن هذه المناطق مدن قرى القدس قرى طولكرم وجنين وقلقيلية والمجدل وقراها وتقريباً جميع قرى شمال ووسط الضفة الغربية وبعض قرى يافا، وقرى نابلس ورام الله وكذلك قرى منطقة المثلث في فلسطين 48 ومن أمثلة هذه الكلمات:
- قلم: كلم
- قديم: كديم
- قلقيلية: كلكيلية.

كما أن بعض المناطق يقوم أهلها بقلب القاف إلى جـ مصرية (چ) أو كـَ، ومن هذه المناطق: قرى الخليل وبعض قرى يافا وغزة ونين ودير البلح ورفح واكسال ومن أمثلة هذه الكلمات:
- قلم: چلم
- قم: چوم
- قال: چال

وتوجد بعض المناطق في فلسطين التي يقوم أهلها بقلب القاف إلى ألف مثل القدس، نابلس، الخليل، حيفا وبعض قراها، صفد والكثير من قراها، طبريا والكثير من قراها، عكا وأغلب قراها، الناصرة وبعض قراها دبورية، إضافة إلى المدن يافا، الرملة واللد، ومن أمثلة هذه الكلمات:
- قريب: أريب
- عتيق: عتيأ
- قم: أُوم

كما أن هناك بعض المناطق الفلسطينية التي يقوم أهلها بقلب الكاف إلى «اتش» مثل: مناطق قضاء القدس (القرى) والأحياء المحيطة بها مثل السكان الأصليين لمناطق الطور وسلوان والعيسوية والعيزرية وأبو ديس والسواحرة وجبل المكبر وبيت حنينا ومنطقة رام الله والمناطق المحيطة بها، وكذلك قرى منطقة المثلث وكفر قاسم في فلسطين 48. ومن أمثلة هذه الكلمات:
- كـلـب: تشلـب
- كرسـي: تشرسـي
- كبير: تشبير

وهناك بعض المناطق الفلسطينية التي يبقي أهلها على القاف العربية مثال: جنين وقرى شمال فلسطين مثل بعض قرى صفد وحيفا وطبريا والناصرة. وأحياناً يقلب حرف القاف إلى غين إذ يقال:
- غير قادرة: مش غادرة

هناك مفردات متداولة في أغلب مناطق فلسطين ولكن تختلف من حيث التشكيل إذ يُضم الحرف الثاني في بعض المناطق مثل نابلس أو يُكسر في مناطق أخرى مثل صفد. الأمثلة على ذلك:
- الفرن: فرُن.. فرِن
- حُمْر: حُمُر.. حُمِر
- الصبْح: صُبُح.. صُبِح
- خبز: خُبُز.. خُبِز

كما أن هناك اختلاف بسيط في نطق الكلمات، كما أن هناك بعض المناطق تكسر نهاية الكلمة مثل: منطقة الضفة الغربية، القدس، الرملة وفلسطين 48، غزة. ومن أمثلة هذه الكلمات:
- طاولة: طاولي
- حلوة: حلوي
- موزة: موزي

وهناك بعض المناطق ينطقون الكلمة كما هي أي بفتحها لا بجرها مثل: قطاع غزة وبئر السبع، وأمثلة هذه الكلمات:
- كنبا: الكرسي الكبير
- طاولة: طاولا
- حلوة: حلوَ

في منطقة غزة مثلاً يستخدمون بعض الألفاظ المصرية مثل:
- إديني: أعطيني
- كده: هكذا
- حاجة: شيء

كما أن المناطق الفلسطينية تختلف في وصف الوقت الحالي (الآن) مثل:
- هلأ في يافا ونابلس والقدس والخليل.
- هـسـا، هسع، هسعيات (في مناطق قرى الضفة الغربية ومنطقة المثلث في فلسطين 48).
- إسا في شمال فلسطين مثل قضاء صفد وحيفا
- إسا مثال معظم قرى الساحل الفلسطيني
- هلقيت أو هلجيت أو هلئيت في قطاع غزة
- هأييت أو هلئيت أو هلأ الخليل
- عدو (مثال عدو جاي) اللد، الرملة، المجدل، عسقلان (استعد لقدومه أو قد قرب قدومه)
- هلحين: وسط قطاع غزة، رفح، خانيونس، شمال قطاع غزه

### قلب الهمزة إلى ياء
- مائل: مايل
- ملائكة: ملايكة

### قلب الهمزة إلى واو
- أذّن: وذّن (في القرى والمدن ذات الطابع الريفي)
- أين: وين
- أكل: بوكل، بوخد في معظم المناطق باستثناء المدن إذ يقولون باكل، باخد

### قلب حرف الظاء
يقالب حرف الظاء إلى حرف الضاد، كما في:
- الظهر: الضهر
- الظفر: الضفر

ويقلب إلى لفظ وسيط بين الظاء والزاي كما في:
- ظاهرة: زاهرة
- ظريف: زريف

### قلب حرف الذال
- قلب حرف الذال إلى حرف الزاي مثل، أستاذ: استاز، مذلة: مزلة، لذيذ: لزيز، ذاكي: زاكي، ذكي: زكي.
- قلب حرف الذال إلى حرف الظاء، هذا: هاظا (في القرى والمدن ذات الطابع الريفي)
- قلب حرف الذال إلى حرف الدال، هذا: هادا (في القدس ونابلس ومدن الخليل)
- قلب حرف الذال إلى حرف الضاد، هذا: هاضا (في بعض قرى 48 وقطاع غزة)

### قلب حرف الثاء
يقلب حرف الثاء إلى سين مثل، أثار: أسار، ممثل: ممسل
ويقلب أحيانا الثاء في يافا ونابلس والقدس والخليل والناصرة وقضائها وقضاء حيفا وصفد ونحف وبعض مدن الجليل الأعلى إلى التاء مثل:
اثنين: اتنين. ثلاث: تلاتة. ثعلب: تعلب. ثلاجة: تلاجة. ثلولة: تلولة. ثواني: تواني. ثعبان: تُعبان (أو حية)

### قلب حرف الضاد
يقلب حرف الضاد إلى ظاء مثل، ضرب: ظرب، ضبع: ظبع. ضرير: ظرير. مضر: مظر. قبض: قبظ. (في القرى والمدن ذات الطابع الريفي).

## كلمات تستخدم في البيت الفلسطيني
- الديوان: المجلس.
- السْـكملة: الطاولة الصغيرة.
- التشحَّاتة: الكبريتة.
- الكرته: أداة تساعد في لبس الحذاء.
- مغرفة: أداة لسكب الطعام.
- كفكير: لسكب الشوربة.
- شزلون: أي «كنباية» أو صوفا. (لا تستعمل في كل المناطق الفلسطينيّة. لا تستعمل في شمالي البلاد مثلاً).
- كوميدينا: خزانة صغيرة الحجم.
- طربيزة: طاولة صغيرة الحجم. (لا تستعمل في كل المناطق الفلسطينيّة. لا تستعمل في شمالي البلاد مثلاً).
- جاط: وعاء يوضع فيه الطعام.
- خاشوقة: ملعقة (لا تستعمل في كل المناطق الفلسطينيّة. لا تستعمل في شمالي البلاد مثلاً).
- قيشاني: صحن (من الزجاج أو الخزف).
- كانون: شواية اللحم.
- خرقة\ إيشارب\ إيشار: غطاء الرأس للمرأة.
- مصلحة: مكنسة.
- خوصة: سكين.
- بحّر: أمعن النظر
- شوف: انظر
- ماري: انظر

## كلمات تستخدم في المزرعة الفلسطينية
- الكريك: أداة لنقل الرمل
- الصومعة: غرفة كبيرة مصنوعة من اللبن لصنع الطحين
- قلم المشمش: شجرة المشمش
- الشنشرة: أداة لقص الحشيش
- الحاكوره: قطعة أرض تحاط بسياج لمنع دخول الحيوانات
- الكرم: مزرعة العنب والزيتون
- الزرد: منطقة فيها أشجار غير مفيده أو بريه
- البيَّارة: مزرعة الحمضيات
- الجرن: مكان تجميع الشعير والقمح
- سطل / كردل أو قردل: دلو
- الطورية: أداة للزراعة
- البابور: أداه طهو ويشعل بها النار بفتيل ويستخدم الجازولين كوقود
- المنساس: اداة تستخدم في ضرب الحيوانات
- المطراد: المكان الذي يتم عصر الزيتون فيه من خلال الخيل

## الكلمات الشائعة في فلسطين
- نقود: مصاري، فلوس
- حذاء: كندرة، بووت
- ملابس: أواعي، هدوم، حوايج، ثياب، مواعين (جمع ملابس).
- رجل: زلمة
- أخي: ياخي أو خيّا أو ياخوي
- أختي: يختي أوخيتا
- أمي: يمّـه، يامو، إمي، أمي، ماما
- أبي: يابا، يابي، بابا، أبوي
- قوي: أبضاي أو جدع أو فحل (ومعناها أيضا جميل المظهر)
- قوية: متيـنة أو ماسكه، جامدة
- الآن: هلأ، هلئيتا، هسا، إسا (الناصرة)، هلقيت، هلئيت، هسع، هالساعة، هلحين، اتوّي، اتوّه.
- إذهب: روح، أحط، غبّر، زغلب
- تتمسخر: تستهبل.
- غبطة: نيالك.

## الكلمات التي تعود إلى أصل أجنبي
- العمولة: كومسيون
- كنبة: شزلون
- إسعاف: امبلنس
- حاسوب: كمبيوتر
- ملابس النوم: بجامة
- شرطة: بوليس

## كلمات فلسطينية استخدمت في اللغة العبرية
- زعق (صراخ): ازعكا
- بيت محسير: بيت مائير
- ماء: ميم